# Vlag van Ruinen

Vlag van Ruinen
(1973-1998)

De vlag van Ruinen werd op 19 juli 1973 bij raadsbesluit vastgesteld als de gemeentelijke vlag van de Drentse gemeente Ruinen. De vlag kan als volgt worden beschreven:
Vijf banen van rood, geel, zwart, geel en rood waarvan de hoogten zich verhouden als 1:1:2:1:1, de zwarte baan beladen met drie witte rozen met een geel hart en met een hoogte van 1/6 van de vlaghoogte, geplaatst op de helft van de vlaghoogte op 1/3, 1/2 en 2/3 van de vlaglengte.
De kleuren en het motief van de vlag zijn ontleend aan het gemeentewapen.
In 1998 ging Ruinen op in de gemeente De Wolden. Hierdoor kwam de gemeentevlag te vervallen.

## Verwant symbool

Wapen van Ruinen

Anloo 
· Beilen 
· Borger 
· Dalen 
· Diever 
· Dwingeloo 
· Eelde 
· Gasselte 
· Gieten 
· Havelte 
· Nijeveen 
· Norg 
· Odoorn 
· Oosterhesselen 
· Peize 
· Roden 
· Rolde 
· Ruinen 
· Ruinerwold 
· Schoonebeek 
· Sleen 
· Smilde 
· Vledder 
· Vries 
· Westerbork 
· de Wijk 
· Zuidlaren 
· Zuidwolde 
· Zweeloo